# Cécile Hemmen

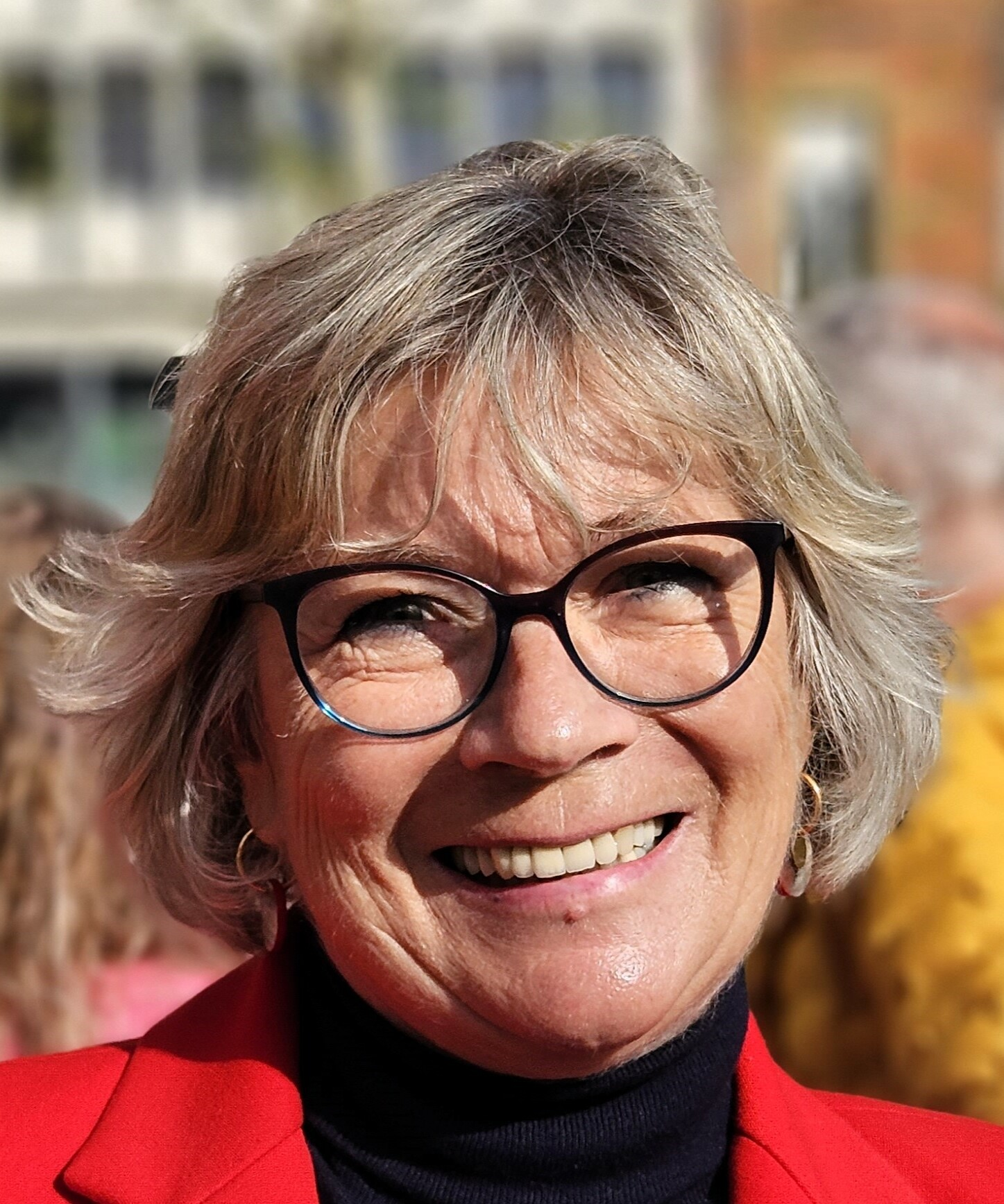
Cécile Hemmen

Cécile Hemmen (geboren am 6. November 1955 in der Stadt Luxemburg) ist eine luxemburgische Politikerin der LSAP und ehemalige Rundfunkjournalistin. Sie war von 2013 bis 2018 und ist seit 2020 wieder Abgeordnete in der Deputiertenkammer, dem Parlament des Landes.

## Werdegang
Hemmen war seit 1978 als Musikredakteurin bei RTL Radio Lëtzebuerg beschäftigt, wo sie unter anderem die Hörfunksendung Chansons françaises moderierte. Bei RTL Télé Lëtzebuerg war sie seit deren Start in Luxemburg 2002 für die Organisation und Präsentation von Télévie, einer Spendenaktion zugunsten krebskranker Kinder, zuständig. Nach neun Jahren wurde sie von Carol Bragança abgelöst, später arbeitete sie als Kommunikationsberaterin. Sie ist die Mutter zweier Kinder.

## Politik
Mitglied der LSAP seit 2007, kandidierte Hemmen bei der Kammerwahl 2009 zunächst erfolglos im Wahlkreis Zentrum; bei der Wahl 2013  erreichte sie dann einen vierten Platz. Da ihrer Partei drei Sitze zustanden und der vor ihr liegende Etienne Schneider als Vizepremier ein Ministeramt annahm, konnte sie als Nachrückerin dessen Mandat im Parlament übernehmen. Sie war dort unter anderem Vorsitzende des Ausschusses für Gesundheit, Chancengleichheit und Sport. Bei der Kammerwahl 2018 trat sie erneut an, fiel aber hinter Francine Closener auf den fünften Platz zurück. Da ihre Partei zugleich ein Mandat weniger erzielen konnte, schied sie mit Ablauf der Legislaturperiode aus der Kammer aus.
Von 2011 bis 2018 war Hemmen Bürgermeisterin von Weiler zum Turm und damit Nachfolgerin von Tilly Metz. Nachdem sie sich im Rahmen von notwendig gewordenen Ergänzungswahlen für den Gemeinderat „Unterstellungen und anderen politischen Provokationen“ ausgesetzt gesehen hatte, trat sie Ende Oktober 2018 von ihrem Amt zurück. Zum Nachfolger gewählt wurde der bisherige Erste Schöffe, Vincent Reding (CSV).
Hemmen ist, Stand Anfang 2019, Vorsitzende des Parteibezirks Zentrum.
Seit 2020 ist Hemmen wieder Mitglied im Parlament, nachdem sie für Franz Fayot, der Minister im Kabinett Bettel II wurde, nachgerückt ist.
Am 8. Oktober 2023 wurde Hemmen bei der Kammerwahl 2023 nicht erneut in die Abgeordnetenkammer gewählt.